# 平正紀念樓
平正紀念樓位於現時的廣東省廣州市越秀區大东街道署前路署前二街15號，是一棟三層高的僑居樓房。大院門口的正面右門柱上鑲嵌著一塊由漢白玉石刻成的「平正紀念樓」匾額，院內還有一口水井。
據民間學者考證後得知﹐平正紀念樓始建於約民國十一年（1922年）至民國十四年（1925年）之間，是由美國華僑余平正先生歸國後出資興建，並命名為「平正紀念樓」，希望子孫能把這棟樓一代傳一代，謹記余先生的留洋奮鬥史。後來一段時間內，余先生定居於此，結婚並誕下兩個兒子。1979年中越戰爭爆發，余先生的兩個兒子被徵兵前往越南出戰，後來下落不明。因此，平正紀念樓也多次易主。目前，广州市人民政府收編了平正紀念樓的產權，並分租出去。
23°07′33″N 113°17′20″E / 23.1259°N 113.2890°E